# Frédéric Rioust de Largentaye
Frédéric Rioust de Largentaye, né le 6 mars 1853 à Saint-Brieuc (Côtes-d'Armor) et mort le 15 janvier 1921 à Paris, est un homme politique français.

## Biographie
Petit-fils de Marie-Ange Rioust de Largentaye, député des Côtes-du-Nord de 1849 à 1851, et d'Augustin Latimier du Clésieux. 
Fils de Charles Rioust de Largentaye, député des Côtes-du-Nord de 1871 à 1883. 
Frédéric Rioust de Largentaye récupère tous les mandats de son père au décès de celui-ci : il est élu député de la deuxième circonscription de Dinan, conseiller général de Plancoët et maire de Saint-Lormel. Il garde tous ces postes de 1884 à 1910.
Député royaliste, antidreyfusard, il siège ensuite à l'Action libérale, après le Ralliement. 
Député assez discret, il connait son heure de célébrité lors d'un incident à la Chambre. Lors de l'interpellation qui suit l'agression dont fut victime le président de la République, Émile Loubet, lors du grand steeple chase d'Auteuil, le 4 juin 1899, Frédéric Rioust de Largentaye s'écrie, lors de cette séance mouvementée, que le président Loubet est un "honnête homme de Panama", en référence au scandale de Panama, qui a éclaboussé la classe politique dans les années 1890. La Chambre, sur proposition de son président, Paul Deschanel, décide immédiatement contre lui la censure, avec exclusion temporaire. Rioust refuse de quitter son banc, et il faut l'expulser de force, à l'issue d'une longue suspension de séance.
En 1910, après plusieurs réélections triomphales, Frédéric Rioust de Largentaye est très sévèrement battu par Louis de Chappedelaine. Il ne remet pas en jeu son poste de conseiller général au mois de juillet 1910. Il cesse toute activité politique après 1912.
Il épouse une Mlle Baconnière de Salverte.

## Source
- Jean Jolly (dir.), Dictionnaire des parlementaires français, Presses universitaires de France